# JPMorgan Chase Tower (Nueva York)
El JPMorgan Chase Tower o también Union Carbide Building o 270 Park Avenue era un rascacielos situado en el Midtown, Manhattan, en Nueva York. Su construcción se inició en 1957 y concluyó en 1960. Sirvió como cuartel general de la Union Carbide, hasta que la empresa se trasladó a Danbury (Connecticut) y fue comprado por Dow Chemical. Concebido por el gabinete de arquitectos Skidmore, Owings and Merrill, el edificio medía 215 metros y tenía 52 pisos, lo que representaba una superficie de oficinas de 731 633 m². 
El edificio fue la sede mundial del banco de negocios JPMorgan Chase & Co. Construido en estilo internacional, el "JP" estaba esencialmente compuesto de acero y de cristal. El edificio se sometió a una renovación en el año 2008 con el fin de lograr el certificado LEED Platino.

## Segundo rascacielos

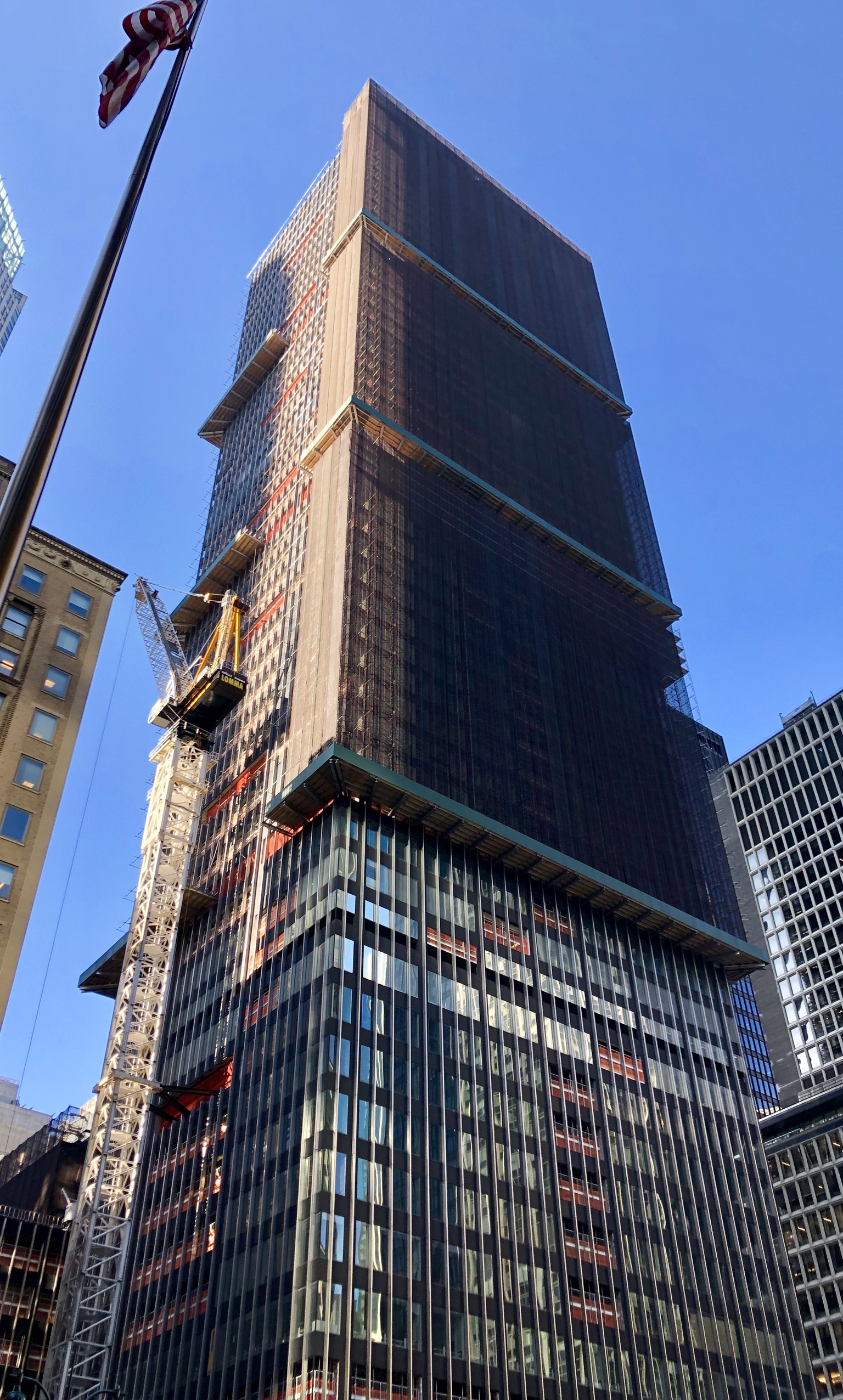
El edificio en octubre de 2019, preparado para ser demolido.

El edificio fue demolido para su reemplazo por un edificio más alto en el mismo sitio, lo que lo convirtió en el edificio voluntariamente demolido más alto del mundo, superando el Singer Building que fue demolido en 1968; hasta el 2023 cuando en Singapur se demolió el 8 Shenton Way de 235 metros de altura. Será sustituido por un nuevo rascacielos homónimo de 423 metros (208 metros más que el antiguo) y 60 pisos cuya construcción finalizará en el año 2024.